# Zuriaake
Zuriaake (chinesisch 葬尸湖, Pinyin Zàngshīhú) ist eine 1998 gegründete Black-Metal-Band aus Jinan in der Volksrepublik China.

## Geschichte
Zuriaake wurde im Jahr 1998 von Bloodsea und Bloodfire in Jinan, der Hauptstadt der Provinz Shandong, gegründet. Die Band wird seit 2004 von Deadsphere komplettiert. Über die Geschichte der Band ist nicht viel bekannt. Laut einem Artikel der South China Morning Post gilt die Gruppe als eine der am längsten aktiven Metal-Bands des Landes.
Nach der Unterschrift beim chinesischen Metal-Label Black Happiness Production, welches das erste auf Black Metal spezialisierte Musiklabel des Landes ist, produzierte die Gruppe die Split Autumn of Sad Ode – Siming of Loulan mit Yn Gizarm, einem anderen Musikprojekt von Bloodfire. Nachdem Zuriaake im Jahr 2006 zu Pest Productions wechselte, erschien ein Jahr später mit Afterimage of Autumn das erste Studioalbum der Band. 2015 erschien mit Gu Yan eine EP, welche im Verlaufe des gleichen Jahres als Album mit zusätzlichen Titeln neu aufgelegt wurde. Die lange Zeitspanne der musikalischen Inaktivität zwischen den beiden Studioalben Afterimage of Autumn und Gu Yan war unter anderem mit einem Auslandsaufenthalt Bloodfires in Deutschland begründet, wo er zwischen 2008 und 2012 in Berlin ein Studium absolvierte. Ebenfalls im Jahr 2015 wurde mit Live in Beijing ein Konzertmitschnitt auf DVD veröffentlicht, welche nicht käuflich erwerbbar ist, sondern an Konzertbesucher des Abends versandt wurden.
Im Mai 2017 spielte die Band auf Einladung auf dem Steelfest Open Air in Finnland ihr Debütkonzert auf europäischem Boden. Zeitgleich wurde Zuriaake durch den Auftritt die erste chinesische Metal-Band, die ein Konzert in Nordeuropa absolvierte. Im Zuge des zehnten Jahrestages der Veröffentlichung des Debütalbums Afterimage of Autumn spielte Zuriaake fünf Konzerte in der Volksrepublik China. Vom 2. August bis zum 18. August 2019 tourte die Band durch mehrere Staaten Europas und spielte dabei erstmals auf dem Wacken Open Air. Bereits im Vorjahr war die Band in Europa zu sehen und spielte dabei als erste chinesische Metal-Band überhaupt auf dem Roadburn Festival sowie auf dem Brutal Assault.
Im März des Jahres 2020 wurde bekanntgegeben, dass die Band bei Season of Mist unterschrieben hat. Am 26. Juli 2024 erschien ein Boxset bestehend aus drei CDs unter dem Titel Season of Mist Records. Darin enthalten sind die beiden Alben Afterimage of Autumn, Gu Yan, sowie die EPs Autumn of Sad Ode, Winter Mirage, The Sacrifice und Resentment in the Ancient Courtyard auf dem dritten Tonträger. Am 29. August 2024 erschien ein Bericht in der South China Morning Post, in der die Identität des Sängers enthüllt wurde. Dabei handelt es sich um Liu Yao, der hauptberuflich als Professor an der School of Materials Science and Engineering der Shandong-Universität beschäftigt ist.

## Stil

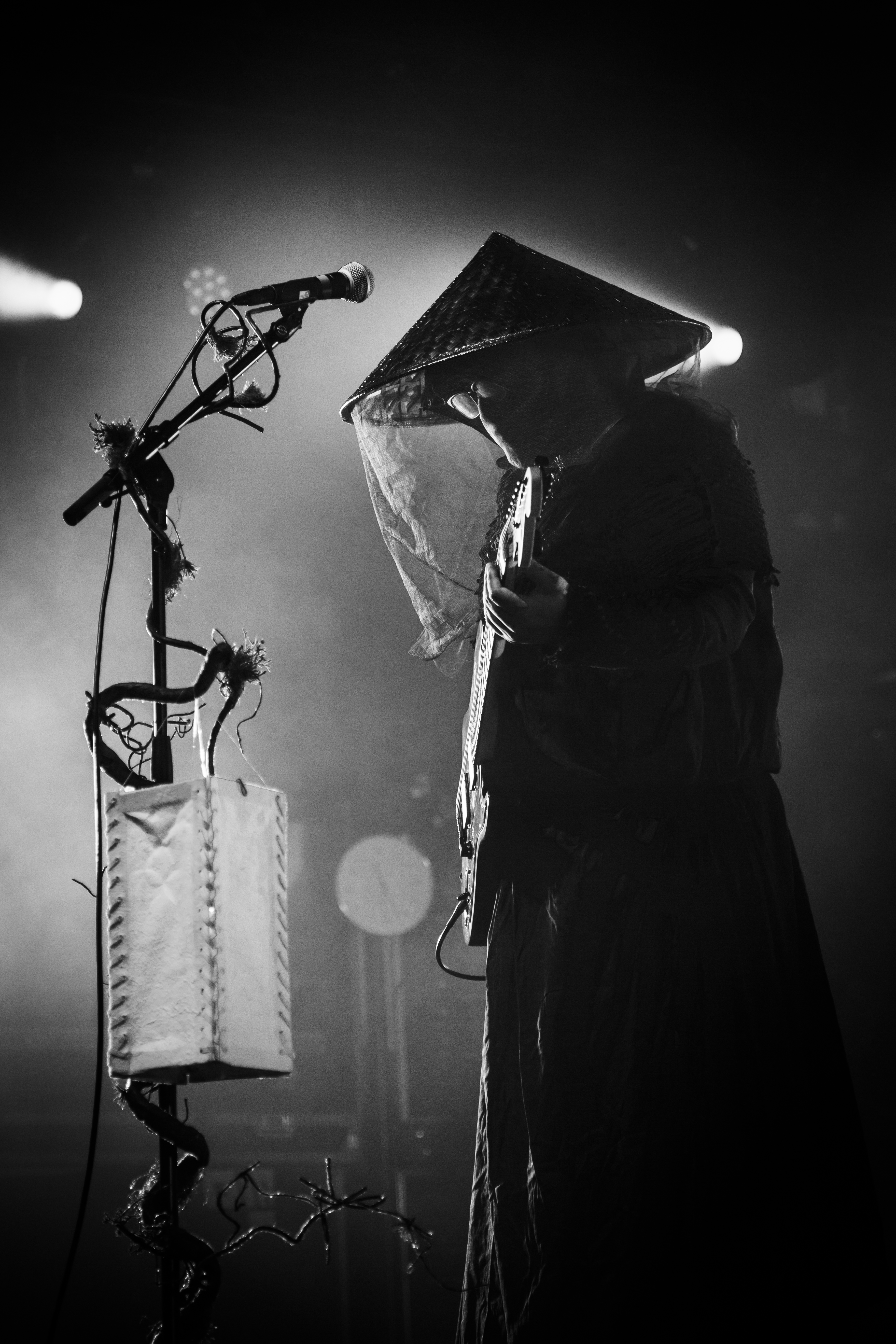
Zuriaake auf dem Roadburn Festival, 2018.

### Musik
Die Musiker spielen traditionellen Black Metal mit musikalischen chinesischen Einflüssen. In einem Interview erklärte Bloodfire, dass sie den Black Metal gewählt haben, da keine andere Musikrichtung des Metal ausdrücken konnte, was die Musiker sagen wollten. Der Black Metal habe mit seinen Ansichten über die Menschheit und Natur, Polytheismus und Ahnenverehrung ein einzigartiges philosophisches Temperament, was zur Band passe. Die Musiker beschreiben, dass einfache Melodien leichter von den Zuhörern aufgenommen werden können als komplexe Liedstrukturen und das einfache Melodien, die es schaffen etwas Großartiges auszudrücken, eine hervorragende Art ist, Kunst auszudrücken. Neben den für den Black Metal klassischen Instrumenten finden sich in den ruhigen Passagen Holzfische, Handglocken und eine Xun wieder, die von Gastmusikern bei Albumproduktionen aufgenommen und auf Konzerten als Sample eingespielt werden. Zudem erzeugen die Gitarren in den ruhigen und melodischen Passagen einen traditionellen Klang. Vereinzelt erreichen die Lieder von Zuriaake eine Spiellänge von mehr als 20 Minuten. Als musikalische Referenzen nannte Bloodfire in einem Interview aus dem Jahr 2018 Bands wie Mayhem, Bathory, Burzum, Abigor und Candlemass. Weiterhin werden Ulver und Mortiis als Inspirationsquellen genannt. In einem Konzertbericht aus dem Jahr 2019 für das Online-Musikmagazin Vampster beschreibt Andreas Holz die Musik als „tiefschwarzen Doom Metal verwoben mit asiatisch-folkloristischen Klängen.“
Lyrisch lassen sich die Musiker von traditionellen, folkloristischen chinesischen Gedichten inspirieren und greifen dabei alte Sagen, Mythen sowie die chinesische Mythologie auf. Zudem dient der Zeitraum von 771 v. Chr bis 221 v. Chr. („Zeit der Streitenden Reiche“) als Inspirationsquelle, da die veröffentlichten Werke zu dieser Zeitperiode eine emotionale Intensität und Verzweiflung innehatten, die zu der Ästhetik des Black Metal passen. Aufgrund der fehlenden Verbreitung des Christentums im modernen China, in dem eine Art kommunistischer Atheismus den Buddhismus und Daoismus weitestgehend abgelöst habe, mache es keinen Sinn, satanistische oder anti-christliche Thematiken zu besingen. Stattdessen fokussieren sich die Musiker auf die Philosophie und die Geschichte Chinas.

### Auftreten
Bei Auftritten der Band kommen vermehrt Nebelmaschinen zum Einsatz. Die Musiker, der Schlagzeuger ausgenommen, tragen bei ihren Konzerten schwarze Han-Kleidung sowie traditionell aussehende Bauernhüte (dǒulì), die die Gesichter verdecken und ein Abbild eines alten chinesischen Fischers heraufbeschwören sollen. Diese wiederum basieren auf dem Gedicht Jiang Xue. Die Mikrofone sind mit traditionellen Laternen und Zweigen geschmückt. Die Musiker verzichten bei ihren Konzerten auf das Tragen von Corpsepaint, da chinesische Zuschauer dies eher als amüsant als erschreckend empfinden. Die Musiker verbeugen sich nach jedem gespielten Lied vor ihrem Publikum und zeigen traditionelle Handgesten, um sich bei den Zuschauern zu bedanken.

## Weitere Musikprojekte
Informationen über die Musiker gibt es kaum. Bloodfire ist über seine Tätigkeit hinaus mit einem eigenen Musikprojekt mit dem Namen Yn Gizarm aktiv. Die Mitglieder Zuriaakes gründeten mit den Musikern der Gruppen Holyarrow und Destruction of Redemption überdies das Atmospheric-Black-Metal-/Dungeon-Synth-Projekt Demogorgon. Im November 2020 gründeten die Bandmitglieder das musikalische Nebenprojekt Hellward, das eine Mischung as Black Metal und Heavy Metal spielt.

## Bandname
Der chinesische Bandname 葬尸湖 – „See der begrabenen Leichen“ ist eine Metapher für den Dichter Qu Yuan, der sich aus Hass gegenüber der Regierung selbst ertränkte. Englischsprachige Medien bezeichnen Zuriaake als chinglisches Kofferwort. In einem chinesischsprachigen Interview aus dem Jahre 2016 antworteten die Musiker, dass sich der Name aus einer Aneinanderreihung von Zu (einer Wind-Regen-Gottheit), burial und lake ergeben habe und „deutsch“ aussehen sollte.

## Diskografie
- 2005: Autumn of Sad Ode – Siming of Loulan (Split mit Yn Gizarm, Black Happiness Production, Pest Productions, limitiert auf 300 Einheiten)
- 2007: Afterimage of Autumn (Album, Pest Productions)
- 2012: Winter Mirage (EP, Pest Productions, limitiert auf 500 Einheiten)
- 2015: Gu Yan (EP, Pest Productions, limitiert auf 200 Einheiten)
- 2015: Yao Ji (Single, Nuclear War Now! Productions)
- 2015: Live in Beijing (Live-Album, DVD, Pest Productions, limitiert auf 200 Einheiten)
- 2015: Gu Yan (Album, Pest Productions)
- 2019: Resentment in the Ancient Courtyard (EP, Pest Productions)
- 2024: Season of Mist Recordings (3CD-Boxset, Back on Black)